# ダンジョン・シージ
『ダンジョン シージ』（原題：Dungeon Siege）は、2002年にGas Powered Gamesが開発し、マイクロソフト社が発売したアクションロールプレイングコンピューターゲーム。2003年に拡張パックの『ダンジョン シージ: アランナの伝説』が発売された。本作は拡張パックと同様、声優を使いフルボイス日本語吹き替えを搭載している。
続編にあたる『ダンジョン シージ 2』とその拡張パックも発売された。
日本語版パッケージのキャッチコピーは「奇才、クリス テイラーが描くロール プレイング ゲーム」。

## ストーリー
涙の平原に連なる新興国の一つであるエッブ王国は危機を迎えていた。平原の戦いの混乱に乗じた略奪と侵略のさなか、エッブ王国の第10部隊の大魔術師であるメリックはかつて闇の勢力を地底深くに封じた呪縛の杖を失い、弱まった封印の隙からセック族の暗黒の王・ゴームと遠古の悪魔たちがエッブ王国への復讐を開始したのだ……。

## 登場キャラクター

### 旅の仲間
ユローラ
初期ジョブは重騎士。地下聖堂に囚われていた写字生。クラッグに無理矢理墓碑の解読をさせられていたが、主人公の活躍により解放された。最初に仲間となるキャラクターであると同時に、主人公同様全ての職種に対応出来る貴重な万能キャラ。
ギヨーン
初期ジョブは剣術使い。ストーンブリッジの司令官。主人公にストーンブリッジでの出来事を伝え、グレイシャーンの司令官への報告も兼ねて同行を申し出てきた近接型のキャラ。
ゼド
初期ジョブは魔術使い。ストーンブリッジの町の宿に泊まっている自然魔法師。落ち着いた雰囲気を見せていて物腰も丁寧なため一見好印象だが、実際は退屈しのぎをしたいだけの気分屋。かなり皮肉めいた言い回しをする。仲間にするために必要な金額は900ゴールド。
ナイディ
初期ジョブは弓使い。ストーンブリッジの神殿に居住していた弓使い。人当たりが良く、ゼドやラスクと違って悪態をつくことはない。ストーンブリッジの一件で怪我をしたらしく、仲間になる条件として治療代の1050ゴールドを必要としている。
ラスク
初期ジョブは剣術使い。ストーンブリッジの町の宿に泊まっている自称剣の名人。王国での騒動はもちろんのこと、ストーンブリッジでの惨事も全く意に介さず、金のことしか頭にない様子を見せている。最初は敵意全開で主人公に接していたが、雇う素振りを見せると態度が軟化した。仲間になる条件として1100ゴールドを要求してくる。
グロールン
初期ジョブは剣士。宝石採掘場の侏儒。体の小さい老人だが立派な戦士。王国の騒動についてある程度詳しい様子。兄のトーグが地下でクラッグに捕まっているため、その救出に手を貸して欲しいと主人公に持ちかける。
クローダック
初期ジョブは剣士。グレイシャーンの剣士。ローラン同様かなり好戦的。標準語で話せるはずなのだが、何故か「クローダック、力、貸す」と少々片言な言い回しをしてくる時がある。これといった理由は明言されていないが、雇うための費用として3400ゴールドを要求してくる。
ローラン
初期ジョブは呪術師。グレイシャーンの戦闘魔術師。それなりに高齢のようだが、まだまだ現役だと言わんばかりに好戦的な発言をしている。借金があるようで、主人公の仲間になるためには3900ゴールドが必要とのこと。
メリック
初期ジョブは名祈祷師。エッブ王国の第10部隊所属の大魔法使い。ゴブリンに『呪縛の杖』と呼ばれる強力な武器を奪われてしまい、高山の洞窟の氷塊に封印されていた。凍結されていた影響で弱っているらしく、1人で杖を探しには行けないが、主人公の力を貸してくれれば旅に同行し、杖を取り戻しに行けると告げた。
フェイドリエル
初期ジョブは名射手。暗黒の森の側の出口に立つ弓使い。射手として腕を競うための大会を開こうと賞金を用意していたが、その大会の賞金をゴブリンに盗まれてしまったため、単身ゴブリンを追っていた。しかし資金が底をついてしまい動けなくなっていたところ、奪われた『呪縛の杖』を取り戻すためにゴブリンを追っていた主人公と遭遇。資金を援助してくれるなら、盗まれたものを取り戻すのに力を貸すと約束してくれた。
必要な資金は38400ゴールド。
アンディマス
初期ジョブは魔術師。フェイドリルの知人で、沼地の中の小さな小屋にいる見習い魔法使い。アンディマスはアンディマスで、盗まれた賞金の行方を追っていたらしい。お金をくれたら仲間になると言い出し、何故か98880ゴールドを要求してくる。
喋っている時の動きが妙に気持ち悪いので、ある意味必見。
ボールエフ
初期ジョブは妖術師。フューリーの洞窟に現れる妖術師。セック族に連れ去られた仲間シークラを探しておりパーティに同行を申し出てきた。戦闘魔法メインのキャラとしては高い強靱性の装備を持っている。
ラット
初期ジョブは騎士。
シークラ
初期ジョブは魔導士。優秀な魔法使いで、戦闘魔法と自然魔法を使いた女性。付近にある魔導書を拾って、手持ちの強力な魔法を使える。
ユルフグリム
初期ジョブは騎士。
ポリンガー
初期ジョブは騎士。

### モンスター
ゴーム
本作におけるラスボス。セック族の暗黒の王。千年前に魔法師たちは呪縛の杖を使って彼と配下の悪魔たちを地下深くの熔岩地帯に封じたが、呪縛の杖がゴブリンたちに奪われたため封印が弱まり暗躍を始めた。

### その他
ノーリック
物語冒頭、クラッグの襲撃を受けて傷を負った老人。主人公宅の隣に住んでおり、彼の発言から長年主人公と良好な関係を築いていたことが窺える。今わの際にストーンブリッジでギヨーンに会うことと、王国の危機を救ってくれという旨を伝え、息を引き取った。
エドガー
ストーンブリッジへの道中の民家に住んでいる老人。こちらも会話から察するに主人公と良好な関係であった様子。地下室を閉鎖する前にクラッグが大量に押し寄せてしまい、自身の手には負えない状況となってしまったため、主人公に地下室のクラッグを全滅させてくれるよう依頼した。
コーンリド王
エッブ王国の王。

## クエストアイテム
呪縛の杖（メリックの杖）
エネルギーを纏わせた黄金のスタッフ。その魔力で遠古の悪魔たちを地下深くの熔岩地帯に封印される。
アズナイの宝玉
スターキー

## 地名・場所
聖なる血の地下聖堂
ストーンブリッジ
ウェスリン クロス
宝石採掘場
グレイシャーン
氷の洞窟
高山の洞窟
暗黒の森林
東方の沼地
ゴブリンの地下要塞
クロース砦
クロース要塞
炎の断崖
エッブ城
星の間

## スタッフ
- デザイナー・プロジェクトリーダー - クリス・テイラー
- プロデューサー・デザイナー - ジェイコブ・マクマホン
- テックリード - バルトシュ・ギジャンカ
- アートディレクター - スティーヴン・トンプソン、マーク・ピーズリー
- アシスタント・プロデューサー - マーシュ・メイシー
- シナリオ・対話 - ニール・ホールフォード、サーラ・ボウリアン、ビット・ビンガム、エヴァン・イングレス
- 音楽 - ジェレミー・ソウル、ジュリアン・ソウル
- サウンドデザイン - フランク・ブリー

## 章節
| - 第1章 - ストーンブリッジ（Stone Bridge） - ストーンブリッジのギヨーン - エドガーの地下室 - 第2章 - 司令官への報告の旅（Jouney to the Overseer） - オルダスのアックス - トーグ救出 - ギヨーンの報告 - 宝石採掘場への近道 - 姉妹のメッセージ - トーグの報告 - 第3章 - メリックの捜索（The search for Merik） - 本の返却 - メリック救出 - クロース要塞 - 宿無し鍛冶屋 - 第4章 - 呪縛の杖（The Warding Staff） - 山賊の首領との対決 - メリックの杖 - 寺院の浄化 |  | - 第5章 - 古代の悪魔（An Ancient Evil） - クロースの要塞 - 消えたトレジャーハンター - 第6章 - 愚かな同盟（Unwise Alliance） - ドルーグの制圧 - 第7章 - 王と城（King and Castle） - 王の探索 - エッブ城への道のり - いにしえのドラゴン退治 - 第8章 - 星の間（The Chamber of Stars） - セック制覇 - 星の間 - 第9章 - 迷宮攻略（Dungeon Siege） - セック制覇 |

## 参考書籍
- 『マイクロソフト ダンジョン シージ 公式ガイドブック』（ソフトバンク クリエイティブ、2002年5月31日発売） ISBN 4-7973-2062-1

## ゲームシリーズ
- ダンジョン シージ
  - ダンジョン シージ: アランナの伝説（拡張パック）
- 紅染の盟約 Birth of Blue Teardrop（日本のみ発売）
- ダンジョン シージ 2
  - ダンジョン シージ 2: ブロークン・ワールド（英語版）（拡張パック、日本未発売）
- ダンジョン シージ: スローン・オブ・アゴニー（英語版）（PSPのみ対応、日本未発売）
- ダンジョン シージ 3
  - ダンジョン シージ 3: Treasures of the Sun（拡張パック、ダウンロードコンテンツ）

## 映画
『デス・リベンジ』（原題：In the Name of the King: A Dungeon Siege Tale）のタイトルで、ウーヴェ・ボル監督によって映画化され、公開された。ウーヴェ・ボルの作品ではおなじみになった第29回ゴールデンラズベリー賞にも「最低作品賞」「最低助演男優賞」「最低助演女優賞」「最低スクリーンカップル賞」「最低監督賞」「最低脚本賞」で最多の6部門にノミネートされ、最低監督賞を受賞した。なお、同年のウーヴェ・ボルは「最低功績賞」も受賞している。